# Proton Holdings
Proton este un producător de mașini malaysian, fondat în anul 1985.

## Istoria

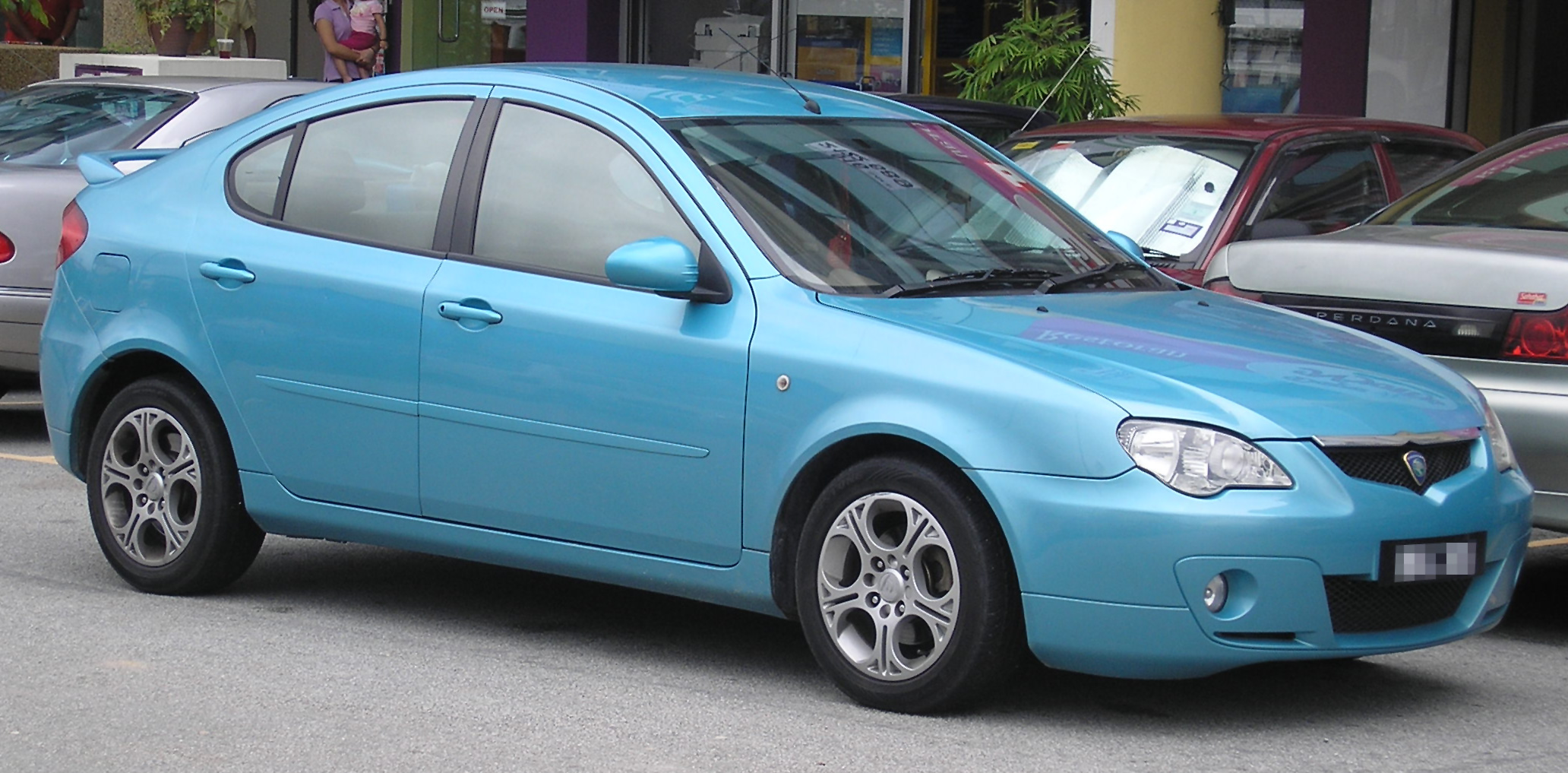

A început producția pentru prima dată în anul 1985, cu ajutor de la Mitsubishi Motors, începând producția modelului Saga.
În anul 1989 au produs 100.000 de mașini Proton Saga și apoi Proton Wira, iar din 1993 și Proton Perdana. În anul 2000, Proton a introdus Proton Waja, care este fabricat 100% în Malaysia.

## Export
În Marea Britanie, China, Turcia, Egipt, Siria, Africa de Sud, Bahrain, Maroc, Australia, Emiratele Arabe Unite, dar și în România pentru o scurtă perioadă.